# Wentworth (ancienne circonscription fédérale)
Pour les articles homonymes, voir Wentworth.
Circonscription électorale fédérale du Canada
Wentworth est une circonscription électorale fédérale de l'Ontario, représentée de 1904 à 1968.
La circonscription de Wentworth est créée en 1903 à partir des circonscriptions de Wentworth-Nord et Brant et de Wentworth-Sud. En 1914, elle est agrandie de portions de la ville d'Hamilton non incluses dans les circonscriptions de Hamilton-Est et de Hamilton-Ouest. Abolie en 1966, elle est redistribuée parmi Halton—Wentworth, Hamilton Mountain, Hamilton—Wentworth et Wellington.

## Géographie
En 1903, la circonscription de Wentworth comprenait:
- Le comté de Wentworth avec la cité d'Hamilton non incluse

En 1914, elle comprenait:
- Le comté de Wentworth
- Une partie de la ville d'Hamilton non incluse dans Hamilton-Est et Hamilton-Ouest

## Députés
| Législature                                                                              | Années                                                      | Député                                                      | Député                                                      | Parti                                                       |
| Wentworth issue de Wentworth-Nord et Brant et Wentworth-Sud                              | Wentworth issue de Wentworth-Nord et Brant et Wentworth-Sud | Wentworth issue de Wentworth-Nord et Brant et Wentworth-Sud | Wentworth issue de Wentworth-Nord et Brant et Wentworth-Sud | Wentworth issue de Wentworth-Nord et Brant et Wentworth-Sud |
| ---------------------------------------------------------------------------------------- | ----------------------------------------------------------- | ----------------------------------------------------------- | ----------------------------------------------------------- | ----------------------------------------------------------- |
| 10e                                                                                      | 1904–1905                                                   |                                                             | Ernest D'Israeli Smith                                      | Conservateur                                                |
| 10e                                                                                      | 1905–1908                                                   |                                                             | Ernest D'Israeli Smith                                      | Conservateur                                                |
| 11e                                                                                      | 1908–1911                                                   |                                                             | William Oscar Sealy                                         | Libéral                                                     |
| 12e                                                                                      | 1911–1917                                                   |                                                             | Gordon Crooks Wilson                                        | Conservateur                                                |
| 13e                                                                                      | 1917–1921                                                   |                                                             | Gordon Crooks Wilson                                        | Conservateur                                                |
| 14e                                                                                      | 1921–1925                                                   |                                                             | Gordon Crooks Wilson                                        | Conservateur                                                |
| 15e                                                                                      | 1925–1926                                                   |                                                             | Gordon Crooks Wilson                                        | Conservateur                                                |
| 16e                                                                                      | 1926–1930                                                   |                                                             | Gordon Crooks Wilson                                        | Conservateur                                                |
| 17e                                                                                      | 1930–1935                                                   |                                                             | Gordon Crooks Wilson                                        | Conservateur                                                |
| 18e                                                                                      | 1935–1940                                                   |                                                             | Frank Exton Jr. Lennard                                     | Conservateur                                                |
| 19e                                                                                      | 1940–1945                                                   |                                                             | Ellis Corman                                                | Libéral                                                     |
| 20e                                                                                      | 1945–1949                                                   |                                                             | Frank Exton Jr. Lennard (2)                                 | Progressiste-conservateur                                   |
| 21e                                                                                      | 1949–1953                                                   |                                                             | Frank Exton Jr. Lennard (2)                                 | Progressiste-conservateur                                   |
| 22e                                                                                      | 1953–1957                                                   |                                                             | Frank Exton Jr. Lennard (2)                                 | Progressiste-conservateur                                   |
| 23e                                                                                      | 1957–1958                                                   |                                                             | Frank Exton Jr. Lennard (2)                                 | Progressiste-conservateur                                   |
| 24e                                                                                      | 1958–1962                                                   |                                                             | Frank Exton Jr. Lennard (2)                                 | Progressiste-conservateur                                   |
| 25e                                                                                      | 1962–1963                                                   |                                                             | Joseph Reed Sams                                            | Progressiste-conservateur                                   |
| 26e                                                                                      | 1963–1965                                                   |                                                             | John B. Morison                                             | Libéral                                                     |
| 27e                                                                                      | 1965–1968                                                   |                                                             | John B. Morison                                             | Libéral                                                     |
| Redistribuée parmi Halton—Wentworth, Hamilton Mountain, Hamilton—Wentworth et Wellington |                                                             |                                                             |                                                             |                                                             |